# Churfirsten
De Churfirsten vormen een bergketen in het kanton St. Gallen in Zwitserland. De naam Churfirsten komt van de vroegere begrenzing van het gebied dat werd beheerst door de stad Chur. De bergketen ligt in het kanton St. Gallen, in het zuiden van gebied dat wordt aangeduid wordt met Toggenburg. In het noorden lopen ze relatief gelijkmatig omhoog vanuit Toggenburg. In het zuiden echter loopt de bergketen steil af in het Walenmeer.
De Churfirsten zijn een keten van relatief jonge kalksteentoppen. Vaak worden zeven toppen van de keten gerekend tot de zeven Churfirsten, waarschijnlijk vanwege marketing technische redenen en de vergelijking met de zeven keurvorsten van het Heilige Roomse Rijk. Tot deze zeven toppen worden gerekend, van het westen naar het oosten, de Selun (2205 meter), de Frümsel (2263 meter), de Brisi (2279 meter), de Zuestoll (2235 meter), de Schibenstoll (2234 meter), de Hinterrugg (2306 meter) en de Chäserrugg (2262 meter). "Niet-officiële" toppen ten westen van deze zeven in de bergketen zijn de Wart (2068 meter), de Schäären (2171 meter), de Nägeliberg (2163 meter) en de Leistchamm (2101 meter).